# Andreas Bittl
Andreas Bittl (* 4. Oktober 1973 in München) ist ein deutscher Schauspieler.

## Leben

### Ausbildung und Theater
Bittl absolvierte von 1994 bis 1997 eine Schauspielausbildung an der Hochschule für Musik und Theater in Hamburg; dort gehörten u. a. Jutta Hoffmann, Monica Bleibtreu und Waltraud Schlingplässer-Gruber zu seinen Lehrerinnen. Er hatte anschließend Festengagements am Burgtheater Wien (1997–1998; als Sportler in Ein Sportstück, Regie: Einar Schleef), am Staatstheater Schwerin (1998–1999; dort u. a. die Titelrolle in Amphitryon, Carlos/Clavigos Freund in Clavigo und als Tod im Jedermann) und am Bayerischen Staatsschauspiel (2000–2002) in München, wo er u. a. als Don Guzman in Der tolle Tag oder Figaros Hochzeit und als Soldat Nöjd in August Strindbergs Stück Der Vater auftrat.
Ab 2002 arbeitete er als freiberuflicher Schauspieler. Er hatte Theaterengagements, u. a. am Theater am Neumarkt in Zürich (2002–2003), am Theater Meiningen (Spielzeit 2004/05), bei den Schlossfestspielen Ettlingen (2005/06; als Harry Frommermann in Comedian Harmonists), am Schauspiel Frankfurt (2006–2008; als Aurelius in König Arthur und als Fabian/Cesario in Was ihr wollt) und am Alten Schauspielhaus Stuttgart (2008, als Orest in Iphigenie auf Tauris).
Von 2008 bis 2010 war er festes Ensemblemitglied am Bochumer Schauspielhaus. Dort übernahm er u. a. den Fletscher Christian in einer Bühnenfassung der Meuterei auf der Bounty und die Rolle des jungen Fliegerleutnants Stanislaw Subinski in Sein oder Nichtsein.
Anschließend folgten Gastengagements am Nationaltheater Weimar (Spielzeit 2010/11; als Trinculo/Sebastian in Der Sturm), am Rottstraße 5 Theater in Bochum (dort u. a. 2010–2012 als Jean in Fräulein Julie und 2012 als George in Wer hat Angst vor Virginia Woolf?), am Düsseldorfer Schauspielhaus (Spielzeit 2011/12), am Theater Bonn (2012–2013; als Charles Dickens in A Christmas Carol) und am Theater Basel (2014).
2013 gastierte er bei den Luisenburg-Festspielen in Wunsiedel. 2014 wirkte er in einer Tourneeproduktion der Theatergastspiele Kempf mit; er übernahm, neben Thorsten Nindel und Ursula Buschhorn in den Hauptrollen, die Rolle des Mechanikers George Wilson in einer Bühnenfassung von Der große Gatsby. In der Spielzeit 2014/15 war er am Residenztheater München in der Produktion Die Irrfahrten des Odysseus (nach Homer) zu sehen. Im Sommer 2015 spielte er bei den Luisenburg-Festspielen, unter der Regie von Michael Lerchenberg im Volksstück Der Brandner Kaspar die Rolle des Bürgermeisters Alois Senftl.
Er arbeitete u. a. mit den Regisseuren Einar Schleef, Corinna von Rad, Dieter Dorn, Thomas Langhoff, David Mouchtar-Samorai und Elmar Goerden zusammen. Am Theater Bonn übernahm Bittl, der auch musikalische Solo-Programme als Sänger und Akkordeonist gestaltet, die musikalische Leitung bei der Theaterproduktion Kasimir und Karoline. Als Sänger ist das Wiener Lied sein musikalischer Schwerpunkt.

### Film und Fernsehen
Seit 1994 arbeitet Bittl auch für Film und Fernsehen. Erste kleine Rollen hatte er in den Fernsehserien Wildbach (1994) und Unsere Schule ist die Beste (1994). Er spielte mehrfach in Produktionen des Bayerischen Rundfunks, aber auch in Fernsehserien und Fernsehfilmen des ZDF. Er wirkte in zahlreichen Fernsehserien mit; häufig wurde er dabei in Serien mit süddeutschem, oberbayerischem oder österreichischem Hintergrund eingesetzt.
Im Tatort: Blüten aus Werder (2000) spielte er den Gewalttäter Marco Hoppe, der einen Obdachlosen zu Tode prügelt. Im Tatort: Eine ehrliche Haut (2004) war er als Claus Weinfurth zu sehen; er spielte einen kurz vor dem finanziellen Bankrott stehenden, drogensüchtigen Unternehmer, der unter Tatverdacht gerät. In der Serie Der Kaiser von Schexing hatte er 2008 eine wiederkehrende Serienrolle als Bauer Walter Finsterer. In der ZDF-Fernsehserie Forsthaus Falkenau hatte er ebenfalls eine wiederkehrende Serienrolle als Grafenauer Revierförster Dietmar Bremer.
Bittl hatte außerdem Episodenrollen u. a. in den Fernsehserien SOKO Köln (2004), SOKO 5113 (2012; als Mechaniker Toni Wengler), München 7 (2012; als Lebenspartner eines verheirateten schwulen Paares), Dahoam is Dahoam (2012; als Ex-Fußballstar „Holzi“), Heiter bis tödlich: Alles Klara (2013; als Vater eines vermissten Gothic-Jugendlichen), Heiter bis tödlich: Hubert und Staller (2015; als Landwirt Anton Scherber) und Die Chefin (2015; als Mörder Torsten Hanke). Mehrfach spielte er in verschiedenen Rollen in der ZDF-Krimiserie Die Rosenheim-Cops mit.
Im April 2015 war Bittl in einer Neu-Produktion der Sendereihe Der Komödienstadel zu sehen; in dem Theaterstück Der fast keusche Josef spielte er den Hausmeister Pauli. Im Oktober 2015 übernahm er die kleine Rolle des Staatsanwalts in der ZDF-Komödie Einer für alle, alle im Eimer. Im Herbst 2017 trat Bittl in einer weiteren Neu-Produktion der Sendereihe Der Komödienstadel auf; in der Uraufführung der Komödie Rock 'n' Roll im Abendrot verkörperte er den Altenpfleger Norbert. Im Polizeiruf 110: Der Ort, von dem die Wolken kommen (2019), dem ersten Fall der Münchner Polizeioberkommissarin Elisabeth „Bessie“ Eyckhoff (Verena Altenberger) spielte Bittl den zum Ermittlerteam gehörenden Polizeikommissar Wolfgang Maurer.
Bittl lebt in München.

## Filmografie (Auswahl)
- 1994: Wildbach (Fernsehserie)
- 1994: Unsere Schule ist die Beste (Fernsehserie)
- 1995: Der Mond scheint auch für Untermieter (Fernsehserie)
- 1997: Einsatz Hamburg Süd (Fernsehserie, Folge: Der Verräter)
- 2000: Tatort: Blüten aus Werder (Fernsehreihe)
- 2001: Liebe ohne Fahrschein (Fernsehfilm)
- 2002: Erste Ehe (Kinofilm)
- 2004: Tatort: Eine ehrliche Haut (Fernsehreihe)
- 2004: SOKO Köln (Fernsehserie, Folge: Frau im Fadenkreuz)
- 2005: Die Rosenheim-Cops (Fernsehserie, Folge: Die zerbrochene Feder)
- 2007: Das wilde Leben (Kinofilm)
- 2008: Der Kaiser von Schexing (Fernsehserie, Seriennebenrolle)
- 2009: Die Rosenheim-Cops (Fernsehserie, Folge: Es ist nicht alles Gold...)
- 2010: Forsthaus Falkenau (Fernsehserie, Seriennebenrolle)
- 2012: Dahoam is Dahoam (Fernsehserie, Gastrolle)
- 2012: SOKO 5113 (Fernsehserie, Folge: Bergab)
- 2012: München 7 (Fernsehserie, Folge: Wilde Verhältnisse)
- 2012: Der goldene Zweig (Kurzfilm)
- 2012: Der Uhrmacher (Kurzfilm)
- 2012: Die Rosenheim-Cops (Fernsehserie, Folge: Betriebsausflug in den Tod)
- 2013: Heiter bis tödlich: Alles Klara (Fernsehserie, Folge: Das Opfer vom Regenstein)
- 2015: Heiter bis tödlich: Hubert und Staller (Fernsehserie, Folge: Mord im Möbelland)
- 2015: Heiter bis tödlich: Hubert und Staller (Fernsehserie, Folge: Bauernopfer)
- 2015: Die Chefin (Fernsehserie, Folge: Todesurteil)
- 2015: Der Komödienstadel: Der fast keusche Josef (Fernsehreihe)
- 2015: Der Primus – Franz Josef Strauß (Dokumentarfilm)
- 2015: Einer für alle, alle im Eimer (Fernsehfilm)
- 2016: Alarm für Cobra 11 – Die Autobahnpolizei (Fernsehserie, Folge: Der Ernst des Lebens)
- 2017: Tatort – Die Liebe, ein seltsames Spiel (Fernsehreihe)
- 2017: Der Komödienstadel: Rock 'n' Roll im Abendrot (Fernsehreihe)
- 2018: Wackersdorf (Kinofilm)
- 2018: Der Komödienstadel: Odel verpflichtet (Fernsehreihe)
- 2019: Hubert ohne Staller (Fernsehserie, Folge: Schönes Wochenende)
- 2019: Watzmann ermittelt (Fernsehserie, Folge: Der Alte vom Berg)
- 2019: Polizeiruf 110 – Der Ort, von dem die Wolken kommen (Fernsehreihe)
- 2019: Polizeiruf 110 – Die Lüge, die wir Zukunft nennen (Fernsehreihe)
- 2020: Die Donau ist tief. Ein Krimi aus Passau (Fernsehreihe)
- 2020: SOKO München (Fernsehserie, Folge: Nackte Wahrheit)
- 2022: Der Alte (Fernsehserie, Folge: Ein Tag im Leben)
- 2022: Die Rosenheim-Cops (Fernsehserie, Folge: Stadt, Land, Mord)
- 2022: Zurück aufs Eis (Fernsehfilm)
- 2023: Toni, männlich, Hebamme – Mächtig schwanger (Fernsehreihe)
- 2024: WaPo Bodensee (Fernsehserie, Folge: Im Nebel)
- 2025: School of Champions (Fernsehserie, zwei Folgen: Xmess, Ein Verräter)
- 2025: Die Rosenheim-Cops (Fernsehserie, Folge: Ein unverhoffter Besuch)
- 2025: Watzmann ermittelt (Fernsehserie, Folge: Vermisst)
- 2025: Rosenthal (Fernsehfilm)
- 2025: Sehnsucht in Sangerhausen